# René Eljon
René Eljon (Alkmaar, 2 juni 1953) is een Nederlands acteur. In 1981 behaalde Eljon zijn diploma aan de toneelschool van Amsterdam. Hij werkt mee aan televisieseries, maar speelt ook in toneelstukken. Op televisie was hij onder andere te zien in Westenwind, Wij Alexander en speelde hij in de film New Kids Turbo.

## Rollen
- Jan Rap en z'n maat, Belgische televisiefilm uit 1980 gebaseerd op het boek (1980-1981)
- Iris – Bertram (1992)
- Toen was geluk heel gewoon – Piet Maasbach (afl. "De verloren zoon", 1998)
- Wij Alexander – Karel (1998)
- Westenwind – Robbert Tijnnagel (1999)
- Toen was geluk heel gewoon – Postbode (afl. "De Boerenpartij", 2002)
- Pietje Bell – Arme man (2002)
- Deadline – Benjamin (2008)
- Keyzer & De Boer Advocaten – Rechter Apeldoorn (afl. "In memoriam", 2008)
- New Kids Turbo – Cameraman (2010)